# Земляцтва в Києві
Земляцтва в Києві -

## Перелік земляцтв
| Назва земляцтва                                                                               | Представник земляцтва                                                                 | Посада в земляцтві                                       |
| --------------------------------------------------------------------------------------------- | ------------------------------------------------------------------------------------- | -------------------------------------------------------- |
| 1. Вінницьке земляцтво у місті Києві                                                          |                                                                                       |                                                          |
| 2. Товариство «Вінничани у Києві»                                                             | Касьян Євген Володимирович                                                            | Керівник Секретаріату                                    |
| 3. Міжнародне громадське об'єднання «Волинське братство»                                      | Соколова Світлана Петрівна                                                            | Виконавчий директор                                      |
| 4. Міжнародна громадська організація «Земляцтво Придніпров'я»                                 | Сахань Іван Якович                                                                    | голова організації                                       |
| 5. Міжнародна громадська організація «Земляцтво житомирян»                                    | Бачинський Анатолій Михайлович                                                        | Перший віце-президент                                    |
| 6. Громадське об'єднання «Товариство закарпатців у Києві»                                     | Бідзіля Микола Іванович                                                               | Почесний президент                                       |
| 7. Міжнародна громадська організація «Земляцтво Запоріжжя»                                    | Федорченко Володимир Кирилович                                                        | Голова правління                                         |
| 8. Громадська організація «Земляцтво івано-франківців» у м. Києві                             | Гдичинський Богдан Петрович                                                           | Голова                                                   |
| 9. Київське міжнародне земляцтво                                                              | Нідзієв Олександр Іванович                                                            | Президент                                                |
| 10. Громадська організація «Львівське товариство»                                             | Дерев'янчук Геннадій Юхимович                                                         | Виконавчий директор                                      |
| 11. Громадська організація «Земляцтво Кіровоградщина»                                         | Степаненко Микола Микитович                                                           | Голова                                                   |
| 12. Міжнародна громадська організація «Одеське земляцтво»                                     | Флора Віталій Федорович                                                               | Директор виконавчої дирекції                             |
| 13. Міжнародна громадська організація «Полтавське земляцтво»                                  | Бурмака Марина Петрівна                                                               | Генеральний директор                                     |
| 14. Міжнародне громадське об'єднання «Рівненське земляцтво»                                   | Ващук Святослав Михайлович                                                            | Виконавчий директор                                      |
| 15. Громадська організація «Сумське земляцтво в м. Києві»                                     | Безкровна Катерина Яківна                                                             | Заступник голови                                         |
| 16. Громадська організація «Тернопільське земляцтво в м. Києві»                               | Гап'юк Михайло Михайлович                                                             | Виконавчий директор                                      |
| 17. Міжнародна громадська організація «Слобожанщина»                                          | Паровишніков Ігор Петрович                                                            | Голова правління                                         |
| 18. Міжнародна громадська організація «Харківське земляцтво»                                  | Рева Світлана Леонідівна                                                              | Голова правління                                         |
| 19. Міжнародна громадська організація «Земляцтво Херсонщини»                                  | Снігач Андрій Андрійович                                                              | Член Ради земляцтва                                      |
| 20. Хмельницьке земляцтво «Хмельниччина»                                                      | Каплун Михайло Степанович                                                             | Голова                                                   |
| 21. Громадська організація Черкаського земляцтва «Шевченків край»                             | 1. Панченко Павло Григорович 2. Пономаренко Борис Йосипович 3. Шилюк Петро Степанович | Голова Земляцтва Перший заступник Голови Почесний Голова |
| 22. Громадська організація Земляцтво буковинців в м. Києві «Буковина» - Буковинське земляцтво | Цибух Валерій Іванович                                                                | Голова Ради земляцтва                                    |
| 23. Товариство «Чернігівське земляцтво» в м. Києві                                            | Ткаченко Віктор Вікторович                                                            | Голова Ради                                              |
| 24. Дніпровське земляцтво у м. Києві                                                          | Фархадов Фархад Габілович                                                             | Ініціатор проєкту                                        |

## Історія

### Національні земляцтва на українських землях
Об'єднання в громадські колективи людей за їх громадськими ознаками мало місце ще з XIV століття. За часів входження українських земель до складу Великого князівства Литовського відомо, що у деяких містах України створювалися національні земляцтва. Так, у м. Кам'янець-Подільський існували три об'єднання міщан: українське, литовське та вірменське, які користувалися правом самоуправління.
В XIX столітті у Російській імперії, в тому числі на українських землях, вперше створювалися студентські земляцтва. Це були, зокрема, Полтавське, Херсонське і Київське земляцтва при Московському університеті, Маріупольське земляцтво при Харківському університеті тощо. Стимулом добровільного об'єднання молодих людей у земляцтва була потреба спілкування у рідному середовищі, підтримці української мови, матеріальній допомозі своїм членам.
В Союзі РСР теж існували земляцтва, які формувалися не тільки у молодіжному середовищі, а й в інших прошарках населення. Багато земляцьких утворень українців виникло в часи Союзу РСР і вони в більшості існують досі в регіонах Сибіру (Тюмень, Томськ, Новосибірськ) та Далекого Сходу, у Москві, Санкт-Петербурзі й інших.

### Земляцький рух у сучасній Україні
В процесі демократизації суспільного життя з середини 90-х років минулого століття, поряд з виникненням різнобічних партій, набуває активного поширення земляцький рух у столиці незалежної України.
Проголошуючи позапартійну позицію, земляцтва заявляють про свою відданість рідній землі, бажання об'єднати зусилля киян — вихідців з різних регіонів України в ім'я надання допомоги своїм областям, районам, містам земляцької взаємопідтримки один одному.
Першими в Києві 1994 року об'єдналися вихідці з Житомирщини, які створили громадську організацію «Бджілка» з центром у Інституті бджільництва України. 1995 року громадська організація «Бджілка» була перейменована в громадську організацію «Земляцтво житомирян». 2000 року «Земляцтво житомирян» отримало статус міжнародної громадської організації. «Земляцтво житомирян» на сьогодні одним із найвпливовіших регіональних земляцтв в Києві, його очолює Народний депутат Павло Жебрівський, житомирське земляцтво має представництво у Москві, розвинене Молодіжне відділення.
Починаючи з 1996 року були створені та зареєстровані в органах юстиції столиці земляцькі об'єднання подолян, вінничан, чернігівчан, буковинців. Їх починання були підхоплені земляками Донеччини, Херсонщини, Запоріжжя, Кіровоградщини, Миколаївщини, Хмельниччини, Івано-Франківщини, Буковини, Тернопілля, Львівщини, Харківщини, Черкащини, Луганщини, Дніпропетровщини, Сумщини, Закарпаття, Рівненщини, Полтавщини, Одещини.
Зараз у столиці діють 22 регіональних земляцтв, з яких 12 мають статус «міжнародної громадської організації». Товариства земляків підтримують тісні зв'язки із об'єднаннями земляків, вихідців із своїх регіонів, які проживають у США, Канаді, Росії, Білорусі, Польщі та багатьох інших регіонах зарубіжжя.
Активне утворення земляцьких товариств викликало неоднозначну реакцію. Висловлювалось, навіть серед деяких вчених, думки, що це призведе до самоізоляції областей, не сприятиме єдності держави.
Виходячи з цього, керівництва земляцтв з самого початку їх діяльності напрацьовували спільну лінію громадської діяльності на взаємо підтримку, поширення здобутого досвіду, взаємоповагу, об'єднання зусиль регіонів заради сильної України. З цією метою у 2000 році була створена у м. Києві Рада керівників земляцтв областей України.
У 2009 році Міністерством юстиції України за рішенням більшості членів Ради керівників зареєстровано спілку громадських організацій "Асоціація земляцьких організацій «Рада земляцтв областей та регіонів України».

## Значення земляцтв
Різнопланова, притаманна кожному окремо взятому земляцтву робота сприяє зміцненню державності України, посиленню її міжнародного авторитету, збереженню і збагаченню традицій, історико-культурної спадщини регіонів, налагодженню контактів їх мешканців з вихідцями з відповідних областей, які проживають за її межами, а також задоволенню творчих, професійних, вікових, національно-культурних, духовних та інших суспільних інтересів і традицій своїх членів.
Завдяки тісним зв'язкам зі своєю малою батьківщиною, земляцтва володіють об'єктивною неупередженою інформацією щодо ситуації в областях, районах, містах, селах, узагальнюють пропозиції задля регіонального розвитку і вносять їх на розгляд до центральних органів влади. На цьому підґрунті час від часу відбуваються робочі зустрічі керівників земляцтв областей з керівниками-урядовцями, народними депутатами України.
Важливу консолідуючу роль земляцтв областей України через можливість залучати для участі в роботі товариств увесь соціальний спектр суспільства, здатність до співпраці з іншими організаціями, формування громадської думки, значною мірою використовує і Київська міська влада. Це знаходить своє відображення в Угодах про співробітництво усіх земляцтв з київською міською адміністрацією та Київською міською радою, які укладаються і здійснюються, починаючи з 2001 року. За ініціативи Ради земляцтв у столиці щорічно у травні та вересні проводиться всеукраїнське свято єднання земляцтв областей та регіонів України в м. Києві.
Кожне земляцьке товариство щорічно збирає своїх земляків, звітує про свою роботу. На таких зібраннях завжди присутні представники інших земляцьких об'єднань у столиці, де набувають і діляться своїм досвідом громадської діяльності.
Керівники земляцтв беруть участь у всіх заходах, що проводяться іншими земляцтвами, здійснюються поїздки усіх керівників земляцьких товариств до областей під час їх координаторства, відбувається ознайомлення з досвідом нових перетворень в умовах незалежної України, характером взаємодії земляцтва і органів місцевої влади. Кожне земляцтво сповідує толерантне, шанобливе відношення одне до одного, щиру повагу, доброзичливе відношення земляків між собою.
В урочистій обстановці проходить передача координаторства від одного земляцтва до іншого з врученням Булави як символу повноважень та православного Хреста як символу Божого благословення за участю керівників усіх земляцтв. Асоціація земляцтв областей та регіонів України має свої загальні сувеніри з написом «Завжди разом» та спільну міжземляцьку нагороду Почесний знак Ради земляцтв «За заслуги», який вручається за особистий вагомий внесок у розвиток земляцького руху в Україні.
Спільна діяльність земляцьких об'єднань областей України задля подальшого зміцнення, розвитку держави є унікальним явищем сучасного розвитку земляцького руху країни.
20 вересня 2008 року в Київському Палаці спорту вперше в історії України проведено Свято земляцтв областей України під девізом «Земляки, єднаймо Україну!».